# Hình thất giác đều

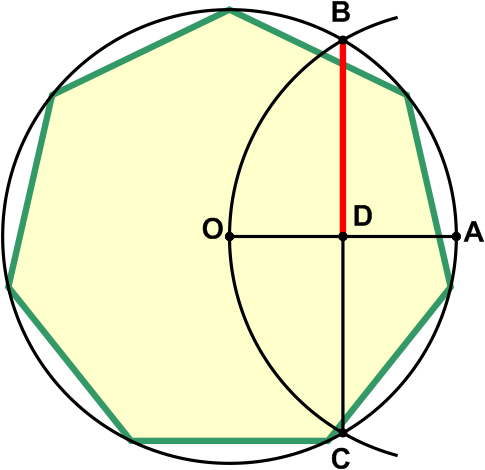

Hình thất giác đều là đa giác có 7 cạnh bằng nhau, 7 góc bằng nhau. Mỗi góc của hình thất giác đều có số đo là {\displaystyle {\frac {\frac {360\times 5}{7}}{2}}} (xấp xỉ 128.57142857142857142857142857143 °)
Thất giác đều có 7 đỉnh nằm trên một đường tròn có bán kính bằng khoảng cách của giao điểm 7 đường trung trực đến các đỉnh của thất giác.
Nếu nối các đỉnh EADGCFB hoặc AFDBGEC lại với nhau, ta sẽ thấy hai ngôi sao 7 cánh có chung 7 đỉnh nhưng không đồng dạng với nhau.

cách vẽ gần đúng hình thất giác đều

Độ dài cạnh EA, EB, BF, FC, CG, GD, DA chính là độ dài các cạnh của ngôi sao 7 cánh được tính bằng hệ thức Sev. (từ "Sev." được lấy trong từ Seven)       
Sev. = {\displaystyle 2R\times sin\times {\frac {\frac {360\times 3}{7}}{2}}}
Ghi chú:
Sev.: Độ dài các cạnh của ngôi sao 7 cánh (EADGCFB)
R: Bán kính của đường tròn ngoại tiếp thất giác đều. Như vậy, 2R chính là đường kính của đường tròn đó.
Còn độ dài mỗi cạnh FA, AC, CE, EG, GB, DB, FD trong ngôi sao 7 cánh còn lại được gọi là Ven. (tương tự như Sev., Ven. Cũng được lấy trong từ Seven)       
Ven. {\displaystyle =2R\times sin{\frac {\frac {360\times 3}{7}}{2}}}{\displaystyle {\frac {\frac {360}{7}}{2}}}{\displaystyle {\frac {\frac {360}{7}}{2}}}
Ghi chú:
Ven.: Độ dài cạnh của ngôi sao 7 cánh.
R: Bán kính của đường tròn ngoại tiếp thất giác đều. Như vậy, 2R chính là đường kính của đường tròn đó.